# Veszélypiktogram
A Európai Parlament és a Tanács 1272/2008/EK rendelete által meghatározott szimbólumrendszer, mely a manapság használatos veszélyszimbólumokat váltja. 
2. cikk. 3. pont:
„veszélyt jelző piktogram”: grafikai kompozíció, amely magában foglal egy szimbólumot és egyéb grafikai elemeket, mint például egy olyan határszegélyt, háttérmintázatot vagy színt, amelyet az adott veszélyességi információ közlésére szánnak;"
2010. december 1. óta a CLP rendeletnek megfelelően ezeket a piktogramokat kell használni az anyagok címkézésekor.